# 舒莱
舒莱（法語：Choulex）是瑞士日内瓦州的一个镇，位于罗纳河左岸，日内瓦市区西南方。
截止2009年底，舒莱共有居民964人。

## 外部連結
- （法文）舒莱官方网站 （页面存档备份，存于）